# Rhabdomastix tantilla
Rhabdomastix tantilla är en tvåvingeart som beskrevs av Alexander 1938. Rhabdomastix tantilla ingår i släktet Rhabdomastix och familjen småharkrankar.
Artens utbredningsområde är Colombia. Inga underarter finns listade i Catalogue of Life.